# 9. Tarnowska Nagroda Filmowa
9. Tarnowska Nagroda Filmowa – odbyła się w dniach 20-25 marca 1995 roku.

## Filmy konkursowe
- Cudowne miejsce – reż. Jan Jakub Kolski
- Jańcio Wodnik – reż. Jan Jakub Kolski
- Kolos – reż. Witold Leszczyński
- Lato miłości – reż. Feliks Falk
- Pora na czarownice – reż. Piotr Łazarkiewicz
- Rozmowa z człowiekiem z szafy – reż. Mariusz Grzegorzek
- Spis cudzołożnic – reż. Jerzy Stuhr
- Śmierć jak kromka chleba – reż. Kazimierz Kutz
- Wrony – reż. Dorota Kędzierzawska
- Zawrócony – reż. Kazimierz Kutz

## Laureaci
- Nagroda Grand Prix – Statuetka Leliwity: 
  - Wrony – reż. Dorota Kędzierzawska

- Nagroda Jury Młodzieżowego – Statuetka Kamerzysty: 
  - Wrony – reż. Dorota Kędzierzawska

- Nagroda publiczności – Statuetka Maszkarona: 
  - Cudowne miejsce – reż. Jan Jakub Kolski